# Estádio General Santander
O Estadio General Santander é um estádio de futebol localizado na cidade de Cúcuta, na Colômbia e possui capacidade para 42.901 espectadores.
Inaugurado em 1948, seu nome é uma homenagem ao general Francisco de Paula Santander, proclamador da independência da Colômbia. O clube de futebol Cúcuta Deportivo manda seus jogos no estádio.

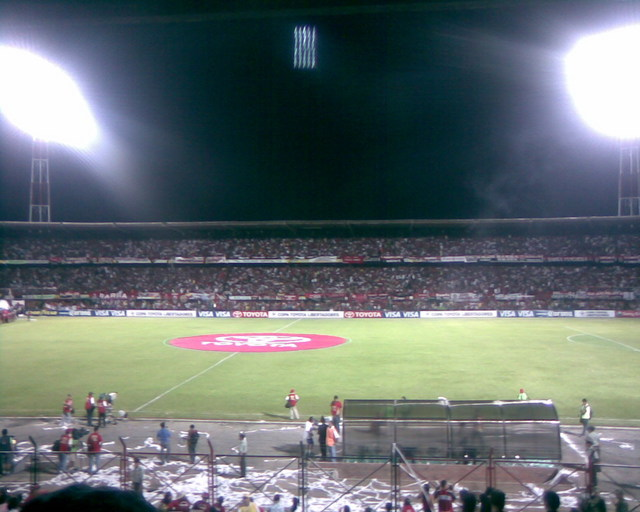